# Il battito animale
Il battito animale è un singolo del cantautore italiano Raf, pubblicato nel maggio del 1993 come primo estratto dall'album Cannibali.

## Descrizione
Scritto da Cheope, Il battito animale divenne un tormentone estivo del 1993, ottenendo la vittoria del Festivalbar di quell'anno.
Il singolo ottenne un buon successo commerciale, raggiungendo il quarto posto nella classifica di vendita stilata dalla rivista Musica e dischi, risultando inoltre il trentunesimo più venduto in Italia durante il 1993.

## Video musicale
Il brano fu accompagnato da un videoclip musicale.

## Tracce
- CD singolo[3]

1. Il battito animale (Remix) – 5:40
2. Il battito animale (Tribale/Tam Tam Mix) – 4:24
3. Il battito animale (Radio Mix) – 4:20

- 45 giri, 12 pollici[4]

1. Il battito animale (Remix) – 5:40 – Lato A
2. Il battito animale (Tribale/Tam Tam Mix) – 4:24 – Lato B1
3. Il battito animale (Radio Mix) – 4:20 – Lato B2

## Classifiche

### Classifiche settimanali
| Classifica (1993) | Posizione massima |
| ----------------- | ----------------- |
| Italia            | 4                 |

### Classifiche di fine anno
| Classifica (1993) | Posizione |
| ----------------- | --------- |
| Italia            | 31        |